# White Wolf Klan
Le White Wolf Klan était un groupuscule néo-nazi ayant opéré en Picardie, principalement autour de la ville de Ham, au début des années 2010. Son leader, Jérémy Mourain, bras droit de Serge Ayoub en Picardie, crée un groupe autonome, en juillet 2013 à la suite de la dissolution du groupe Troisième Voie, après la mort de Clément Méric. Le groupe multiplie les agressions racistes et les actes de délinquance avant d'être arrêté. Mourain sera condamné à 9 ans de prison en mars 2017.

## Origine
Originaire de Ham, Jeremy Mourain, né en 1990, rencontre Serge Ayoub à la fin des années 2000. Mourain monte les échelons et devient le bras droit d'Ayoub en Picardie. Dès ses 18 ans et déjà le crâne rasé, il se distingue dans une « ratonnade » du côté de Crouy-en-Thelle (Oise) : il frappe au visage avec une batte de base-ball un automobiliste « trop bronzé », puis brise le pare-brise. Il est condamné à 8 mois de prison.
En décembre 2012, Thomas et Clément G., qui ont milité avec les Nationalistes Autonomes (N.A) sont lynchés par Mourain et sa bande lors d'un guet-apens organisé dans un garage à Estrées-Mons, dans la Somme. Serge Ayoub aurait commandité cette agression après que la bande rivale l'aurait qualifié dans une vidéo de « sale juif »,.
La bande de Mourain s’attaque peu après au Picard Crew, autre groupe nationaliste local concurrent. Mourain soupçonne le leader du groupe, Werner Riegert, de l’avoir dénoncé à la police, et brûle le local de son groupe en guise de représailles. Cette attaque s'inscrit dans la tentative de Mourain de s'assurer la première place dans le mouvement identitaire de Picardie et du Nord, en pleine croissance.
Dans la nuit du 1er au 2 janvier 2013,  une douzaine de membres du groupe s’attaquent à coup de barres de fer au bar La Chicha, à Chauny.
En mai 2013, le groupe passe à tabac un automobiliste en train de discuter avec des forains. Jérémie Crauser et Christopher Letrou, co-accusés lors du procès de mars 2017, déclareront : «On était venu pour chercher la merde, c’était de la violence bête et méchante», «Quand on s’emmerdait, ça finissait souvent comme ça.»
Serge Ayoub attribue un parrain à Mourain : Yohan Mutte, skinhead connu dans la région lilloise pour avoir attaqué un bar gay le 17 avril 2013, le Vice et Versa, après la dispersion de la Manif pour tous.

## Actions du WWK
En juillet 2013, quelques jours après la dissolution de Troisième Voie, à la suite de la mort de Clément Méric le 5 juin 2013, Mourain crée le WWK et s'affranchit de la tutelle de Serge Ayoub. Sous couvert d'une association de motards inspirée de la série Sons of anarchy et du mouvement biker (bien qu'un seul des 19 membres du groupe ait un permis moto, et qu'aucun n'en possède une), le WWK est une organisation paramilitaire hiérarchisée et soumise au pouvoir de Mourain.
Dès lors les « Loups blancs » multiplient les actions violentes et mêlent activisme raciste et délinquance de droit commun : agressions racistes dans un supermarché, expédition punitive à une fête foraine, jets de cocktails molotov dans un camp de roms. Le groupe s'attaque à un dealer qu'ils frappent et séquestrent à son domicile. Il n'hésite pas non plus à commettre des cambriolages pour remplir les caisses en s'attaquant à des membres du milieu nationaliste, et se lance dans le trafic de drogue. Pour financer son amour de la cocaïne et du speed, Mourain commandite des braquages de supérettes, de bars-tabac, de boucheries, tout comme des siphonnages de réservoirs d’essence.
En novembre 2013, Mourain envoie des membres du WWK, cagoulés, passer à tabac à leur domicile d'anciens membres du clan, Laurent L. et Sarah M. pour régler une dette de stupéfiants.
Le 3 janvier 2014, Mourain organise le  lynchage d'un membre du WWK accusé d'être proche d'un ancien membre ayant déserté le groupe : coups de batte de baseball dans les testicules, coups de pied dans la tête, étranglement.
En octobre 2014, Mourain écope de 18 mois de prison pour avoir un mois plus tôt, avec deux membres du WWK, brisé à coups de batte de base-ball le genou d'un homme, coupable d’avoir bu une bière devant son immeuble en compagnie de deux autres hommes dont un ancien du clan.

## Chute, procès et condamnations
Ce sont les frères lynchés, qui décident de porter plainte au commissariat de Peronne, un peu après le guet-apens d'Estrées-Mons, le 8 janvier 2013. L'enquête d’une ampleur inédite durera 4 ans, une trentaine de perquisitions et des centaines d’heures d’auditions seront menées par les gendarmeries de Ham, Péronne et de la brigade de recherche d’Amiens. Le 9 mars 2015, 15 personnes sont arrêtées à leur domicile à Chauny, Compiègne et Ham.
18 membres du WWK âgés de 22 à 53 ans ont répondu lors de leur procès du 27 au 30 mars 2017 de 35 infractions commises entre 2012 et 2014 : violences avec arme, séquestration, dégradation de biens par incendie, vol aggravé, participation à un groupe de combat, association de malfaiteurs et tentative de meurtre.
Le plus âgé, Serge Ayoub, comparaissait sous contrôle judiciaire, tandis que Jeremy Mourain était placé en détention provisoire depuis mars 2015 : il avait déjà écopé de 11 condamnations pour de multiples détentions ou port d’armes, actes de violence, recel.
Au cours de sa détention dans l'attente de son procès, Mourain confie à une connaissance par téléphone (placé sur écoute) « avoir tué un homme » et s’inquiète : « pourvu que le juge n’aille pas chercher trop loin dans ma période lilloise ». Les enquêteurs remontent alors aux affaires des « noyés de la Deûle » : Hervé Rybarczyk aurait été assassiné, 3 personnes sont mises en cause, dont Yohann Mutte, mais aucune preuve n'est apportée contre Mourain,.
Le 30 mars 2017, Jérémy Mourain est condamné à 9 ans de prison ferme pour violences aggravées, vol et organisation d'un groupe de combat. Jérôme B., 42 ans, chaudronnier intérimaire et ancien militaire, et considéré comme l'éminence grise du groupe est condamné à trois ans ferme. Les autres membres du clan écopent de peines de six mois à cinq ans de prison, toutes assorties de sursis et aménageables. La plupart ont reconnu les faits et exprimé leurs regrets durant les débats. Selon l'un des avocats de la défense, « C'est un jugement plutôt clément ». Serge Ayoub bénéficie d'une relaxe,.
Le procès a permis de mettre en lumière les ressorts psychologiques et sociétaux qui ont conduit les prévenus à rejoindre le WWK et à y rester : famille absente, addiction aux drogues, milieu social modeste, racisme ambiant, effet de groupe, logique grégaire, emprise d'un leader décrit comme « manipulateur », « narcissique », « ultraviolent », « sadique », « polytoxicomane ».
« Pour moi, la prison, c’était le clan » déclare Christopher Letrou, l'un des plus jeunes prévenus. « La vraie prison, elle m’a libéré du groupe, en me remettant dans le droit chemin. Mais les faits que j’avais commis étaient là, ils sont graves, avec cette peine, ils sont reconnus, et moi je me sens définitivement libéré ».